# 错位记账
错位记账（英語：Teeming and lading）是一种挪用或贪污入账款项之后在会计账簿上加以掩盖的方法。犯案者截留某一入帐款而不做会计记录，并将后续的其他入账款项记载为那笔被截留的款项，嗣后反复使用这一招数“后款记前帐”（因此实际的款项和记录的账目是错位的），直至被挪用的公款被归还为止，或者（如为贪污）直至在后续的审计中被发觉为止。这一招数在有持续性现金流量的业务中可以避免贪污特定款项后因账目不平而被发觉：犯案者可以始终把不平衡的账目解释为后续款项的入账时间差；如果现金流量很大，则每笔账目都能及时用后续款项填上，因此不会出现长时间的账目不平。